# Nimbaphrynoides
Nimbaphrynoides é um pequeno gênero de sapos da famílias Bufonidae. As espécies desse gênero podem ser encontradas nos planaltos da região do Monte Richard-Molard, nos países da África Ocidental como: Guiné, Libéria e Costa do Marfim. Eles estão em pergigo crítico devido à perda de seu habitat, além da mineração de ferro e bauxita. Foram reconhecidas duas espécies, mas em 2010 foi proposto que N. liberiensis deveria ser considerado como subespécie da N. occidentalis.
As duas espécies são vivíparos - eles possuem fertilização interna e a fêmea dá à luz girinos totalmente desenvolvidos. Até a descrição do Nimbaphrynoides em 1987, as duas espécies estavam inclusas no gênero Nectophrynoides. Nectophrynoides e Nimbaphrynoides são os únicos sapos que não colocam ovos e que os girinos se desenvolvem dentro do oviducto da mãe.

## Espécies
| Nome Binomial e Autor                      | Nome Comum            |
| ------------------------------------------ | --------------------- |
| Nimbaphrynoides liberiensis (Xavier, 1979) | Sapo Nimba da Libéria |
| Nimbaphrynoides occidentalis (Angel, 1943) | Sapo Nimba Ocidental  |